# Герасименко Сергій Євгенович
Сергі́й Євге́нович Герасиме́нко — майор Збройних сил України учасник російсько-української війни.

## Нагороди
За особисту мужність і героїзм, виявлені у захисті державного суверенітету та територіальної цілісності України, вірність військовій присязі під час російсько-української війни нагороджений
- орденом Богдана Хмельницького III ступеня (4.12.2014).